# Albert Rudé Rull
Albert Rudé Rull (Ripoll, 18 de septiembre de 1987) es un entrenador professional de futbol català. Actualment (2024)entrena al Wisła Cracòvia de Ia Lliga I de Polònia.

## Trajectòria
Va començar la seva carrera futbolística a nivell amateur, jugant en equips regionals. Als 24 anys, es va veure obligat a posar-hi fi a causa d'una lesió. Després d'aquest esdeveniment, es va doctorar,i va donar classes a la Universitat de Vic - Universitat Central de Catalunya.
El desembre de 2015, es va incorporar al CF Pachuca mexicà com a assistent d'entrenador de Diego Alonso, i passaria els següents tres anys treballant al seu costat. classificant-se per a la Liga de Campeones de la Concacaf 2016-17, que van guanyar cosa que els va permetre de disputar la Copa Mundial de Clubs de la FIFA.
Després de deixar el Pachuca, Rudé es va quedar a Mèxic i va ser nomenat entrenador de l'equip sub-17 del Querétaro FC el 2018. Va deixar el club al cap d'un any i es va reunir amb Alonso al CF Monterrey, de nou com a ajudant.
El 2020, Rudé va tornar a ser nomenat assistent d'Alonso, aquesta vegada a l'Inter Miami CF de la Major League Soccer per a la seva campanya inaugural. El 7 de gener de 2021, després que Alonso abandonés el club per acord mutu, també va abandonar el club.
El setembre de 2021, Rudé va ser nomenat entrenador en cap del LD Alajuelense de Costa Rica. L'11 de juliol de 2022, després de gairebé deu mesos al càrrec, va ser acomiadat després d'un empat 1-1 contra el CS Cartaginés quatre dies abans.
El gener de 2023, Rudé va tornar a Europa i es va fer càrrec del CD Castelló de Primera Federació, signant un contracte fins al 2024.
El 29 de desembre de 2023, El Wisła Kraków de segona divisió polonesa anunciava que el seu entrenador seria Albert Rudé, que en aquell moment tenia nou espanyols a la seva llista. El 2 de maig de 2024, va guanyar el primer títol de la seva carrera directiva després de portar el Wisła a una victòria per 2-1 sobre el Pogoń Szczecin a la final de la Copa de Polònia 2023-24.